# Ghenadie Ciobanu
Ghenadie Ciobanu (n. 6 aprilie 1957, Brătușeni, Edineț) este un compozitor și om politic din Republica Moldova, care a fost Ministru al Culturii al Republicii Moldova (1997 - 2001) și a îndeplinit funcția de deputat în Parlamentul Republicii Moldova în fracțiunea Partidului Liberal Democrat din Moldova între 2010 și 2014. A compus în genurile de operă, simfonic, concertistic, cameral, coral, muzică pentru teatru și film etc.

## Biografie
Ghenadie Ciobanu s-a născut la data de 6 aprilie 1957, în Brătușeni, Edineț, RSS Moldovenească. A absolvit Institutul Muzical-Pedagogic "Gnesin" din Moscova (actualmente Academia de muzică din Rusia), facultatea pian (1982) și Conservatorul "Gavriil Muzicescu" din Chișinău, catedra compoziție (1986). Este autor a mai mult de o sută de opusuri muzicale în genurile: operă, musical, simfonic, concertant, vocal-simfonic, muzică corală, de cameră, muzică de teatru și film. . Creațiile sale au fost interpretate în cadrul a numeroase  recitaluri și concerte în Republica Moldova, România,  Franța, Germania, Italia, Spania, Danemarca, Polonia, Grecia, Elveția, Canada, Austria, Japonia, Israel, Rusia, Estonia, Ucraina, SUA, China,  Bulgaria, Guatemala, San Salvador, Azerbaijan, Cehia, Ungaria  ș.a.
Lucrările sale sunt înregistrate pe CD și difuzate de către Denmarks Radio, programul P2 (Copenhaga), Radio Amsterdam, Radio România‚ Radio Leipzig, posturile de radio și televiziune din Italia, Marea Britanie (GBEUR), Cehia (CZCR), Portugalia (PTRTP), Elveția (SESR), Croația (HRHRTR), Slovenia, Serbia, Teleradio Moldova etc. 
Este doctor în studiul artelor, profesor universitar la Departamentul Muzicologie, Compoziție, Jazz al Academiei de Muzică, Teatru și Arte Plastice din Chișinău, profesor invitat la universități europene și autor de comunicări științifice de muzicologie. În anul 2023 este ales membru ordinar al Academiei Europene de Știință și Artă, Salzburg. Președinte al Uniunii Compozitorilor și Muzicologilor din Moldova (1990 – 2012), Președinte de onoarea al UCMM (din 2012), Președinte al Asociației de Muzică Contemporană din Moldova (din 1993). Este fondator și Director artistic al Festivalului internațional “Zilele Muzicii Noi” din Chișinău, fondator și Director artistic al ansamblului “Ars poetica”, producător și prezentator al ciclurilor de emisiuni radiofonice “Studioul muzicii noi”, “Continuum. Interferențe muzicale”, “Tezaurul componistic muzical” ș. a. (Compania publică “Teleradio-Moldova”). În perioada 1997-2001 a fost Ministru al Culturii al Republicii Moldova. In perioadele 2010 – 2011,  2011 – 2014 a fost deputat în Parlamentul Republicii Moldova.
Este deținător de premii și distincții naționale și internaționale, printre care Ordinul Steaua României în grad de Comandor (2000); Premiul Național al Republicii Moldova (1998); titlul onorific Maestru în artă (1999); titlul onorific Doctor Honoris Causa al Academiei de Muzică Gheorghe Dima din Cluj-Napoca (1997); medalia 150 de ani de la nașterea lui Mihai Eminescu (România, 2000), Ordinul Gloria Muncii (Republica Moldova, 2010); Ordinul ”Dimitrie Cantemir”, al Academiei de științe a Moldovei (2013), Premiul Uniunii Compozitorilor și Muzicologilor din România pe anul 2019, Premiul Ministerului Culturii „George Enescu” în domeniul compoziției muzicale, Premii ale Uniunii Compozitorilor și Muzicologilor din Republica Moldova.

## Compoziții (selecțiuni)
- Ateh, sau Revelațiile prințesei khazare. Mono-operă-balet  text Milorad Pavic (fragmente din LEXICONUL KHAZAR)        Libretul de Ghenadie Ciobanu după Milorad Pavic (2004)
- Porțile. Muzical. Libret de Ghenadie Ciobanu, Radmila Popovici-Paraschiv -poet–textier (2010)
- Apolodor. Operă-muzical pentru copii, după Apolodor de Gelu Naum (2016)
- Sub soare și stele: Simfonia (1989)
- Păsările și Apa: Tablouri simfonice din balet (2001)
- Codul Enescu, pentru orchestră de coarde (2007)
- Riturile  primăverii. Suită simfonică: Entree, Dans cu focuri pe zăpadă, Muntele (2010-2018)
- Cântări orientale. Închinare lui Dimitrie Cantemir (2013)
- Glance Behind The Curtain/Glance For The Curtain,  pentru orchestră de coarde (2016)
- Après une Lecture. Ciclu vocal-simfonic: Poem post-modern, Poem rap, Poem elegiac. Versuri de Emilian Galaicu-Păun, Valeriu Matei (2014-2016)
- Momente. Concert pentru vioară și orchestră simfonică (2015)
- Briza latitudinulor sudice. Concert pentru marimba și orchestră (2009)
- Moment bacovian, pentru pian și orchestră simfonică (1998)
- Oda devenirii, pentru cor și orchestră simfonică, versuri de D. Matcovschi (2013)
- De profundis...Generația mea. Cantată pentru cor și orchestră simfonică. Versuri A. Ahmatova
- Simple Poems Of Being, for bassoon and orchestra (2021)
- Deux chansons, pentru soprano și ansamblu instrumental. Versuri de Valeriu Matei, Matei Vișniec (2018)
- Vremea trece, pentru clarinet și pian (2017)
- „…cette fois-ci a Paris”. Fantasia quasi una Sonata, pour piano (2017)
- De sonata meditor, pentru pian solo (2003)
- Studii sonore pentru ansamblu instrumental:  Ei vor veni din tăcere,  ...și venind unul câte unu ei se vor uni, Tăcerea albă, De dincolo, Semne reflectate pe cer (1995-2006)
- Rapsodia-concert pentru pian și orchestra simfonică (1984)
- Musica dolorosa (1986/87) - poem simfonic pentru orchestră
- Nostalgie pentru sărbătoare : Concert pentru pian No.2 (1988)
- Jalea miresei (1993), pentru cor mixt
- Tatăl Nostru (1994) - pentru cor mixt
- Simboluri triste (The Sad Symbols) pentru clarinet (1990)
- Spatium Sonans (1997) - pentru flaut
- Din cântecele și dansurile lunii melancolice, ciclu din 4 piese pentru clarinet și percuție (1995-2003)
- Pentaculus minus, pentru cvartet de instrumente de lemn (1996)
- Brass Quintet (1991)
- String quartet (2020)
- ”Morning Shadow” (Umbrele dimineții), for flute, piano, percussion (2019)
- „Le canzoni che mi lasciano” per violino, viola, violoncello e contrabbasso (2023)
- ”Le reve”. Impromptu pour piano (2020)
- ”Der Raum der Nacht”, for flute, piano, percussion (2019)
- A noua lună în cer, pentru mezzo-soprano, corn englez și percuție
- ”Spirits Of Bards” for soprano and baritone. Lyrics by Ghenadie Ciobanu (2022)
- Forgotten Words Of Lost Songs” for soprano, baritone and piano. Sound poetry by Ghenadie Ciobanu (2024)
- ”Melody of Childhood”, for baritone solo. Lyrics by Moisei Lemster (2022)
- Un viaggio immaginario (2000) - pentru orchestră de coarde
- ”Duhul toamnei”, pentru soprano, clarinet (sau corn englez) și percuție (2022). Text de Ghenadie Ciobanu inspirat din poezia și lirica peisagistică chineză
- Trei piese pentru flaut (clarinet): ”The Game of Reflected Light”, ”Genesis”, ”Meditation and Games” (2018)
- ”Apparition” for flute solo (version for clarinet) (2021)
- ”Entering into Silence” for cello solo (2023)
- ”The Rite of Celebration”, for Bass clarinet (2023)
- ”Dream Of A Cloud” cicle of pieces for helder tenor, or flute alto, or clarinet (2023-2024)
- Muzică de film: Vâltoarea (1992), regia Oleg Tulaev;  Medea-80 (1988), regia Andrei Vartic;   Buburuza (1991), regia Alecu Deliu;   Exercițiu în alb (1991), regia Sergiu Plămădeală;   Încercarea cercului (1991), regia Alecu Deleu;   Miorița (1991), regia Alecu Deliu;   Children’s Dreems, regia Serghei Davidoff (SUA); Insula de portocale (1985), regia Liubov Apraxina;   Cele mai bune arme din lume (1986), regia Liubov Apraxina; Apogonii (1988), regia Liubov Apraxina;   Și a fost bine (1990), regia Sergiu Plămădeală; Salonul No 6 (1998), 3 serii, regia Vitalie Țapeș